# جون واين
ماريون ميتشل موريسون (بالإنجليزية: Marion Mitchell Morrison) (اسم الولادة: ماريون روبرت موريسون؛ 26 مايو 1907 - 11 يونيو 1979)، المعروف فنيا بـجون واين (بالإنجليزية: John Wayne) والملقب بـالدوق، وهو ممثل ومخرج أمريكي. حاز على جائزة أوسكار لفيلمه «عزم حقيقي» الذي أنتج في عام 1969، وكان «واين» من بين كبار مربع شباك التذاكر لثلاثة عقود.
ولد «واين» في مدينة وينترست بولاية آيوا، ونشأ في كاليفورنيا الجنوبية. وكان رئيسا لثانوية جلينديل في عام 1925. وقد وجد عملا في استوديوهات للأفلام المحلية عندما فقد منحة كرة القدم في جامعة كاليفورنيا الجنوبية بسبب حادثة ركوب الأمواج.:63–6463-64 في البداية عمل لدى شركة فوكس فيلم، وقد كان معظم ظهوره في أدوار صغيرة. وكان أول دور قيادي له في فيلم «المسلك الكبير» (1930) للمخرج راؤل والش، مما ساعده ليقود أدوار أخرى في أفلام عديد من الدرجة الثانية خلال الثلاثينيات، ومعظمها كان من نوع الغرب الأمريكي.
انطلقت حياة «واين» المهنية في عام 1939، مع فيلم «عربة الجياد» للمخرج جون فورد مما جعله نجم تلك اللحظة. واستمرت نجوميته في 142 فيلما. يقول عنه كاتب السيرة «رونالد ديفيس»: «تجسد جون واين الملايين من الإرث الحدودي الوطني. ثلاثة وثمانون من أفلامه كانت تحمل طابع الغرب الأمريكي، وفيها لعب دور راعي البقر والخيال والمنعزل الذي لا يقهر والمقتبسة من أسطورة الخلق المركزية للجمهورية».
وتشمل أدوار «واين» الغربية الأخرى كراعِي البَقَر الذي يقود قطيعه شمالا عبر ممر تشيشولم في فيلم "نهر أحمر" (1948)، والمحارب القديم في الحرب الأهلية الذي اختطفت أخته الصغيرة من قبل قبيلة كومانشي في فيلم "الباحثون" (1956)، والمزارع القلق المتنافس مع المحامي لطلب يد سيدة للزواج في فيلم "الرجل الذي أطلق النار على ليبرتي فالنس" (1962). وله أدوار كذلك في فيلم "الرجل الهادىء (1952)، وفيلم "ريو برافو" (1959)، و"أطول يوم" (1962). وكان آخر أداء له على الشاشة في دور الكبير بالسن المكافح للسرطان في فيلم "مطلق النار" (1976). ظهر مع عدد من نجوم هوليوود البارزين في عصره، وكان آخر ظهور علني له في حفل جوائز الأوسكار في 9 أبريل 1979.

## النشأة

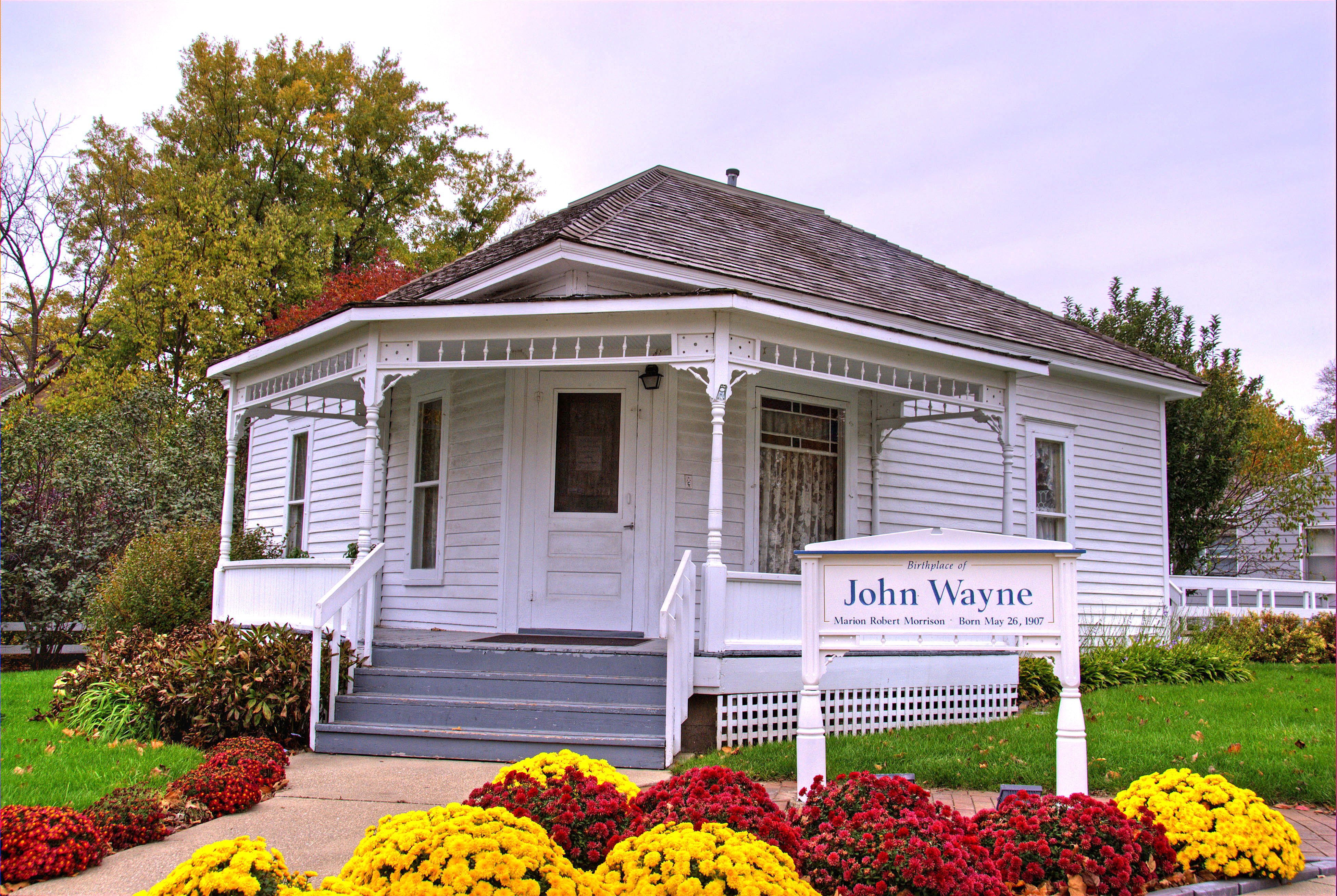
منزل في وينترست، ايوا، حيث ولد «واين» في عام 1907

ولد «واين» باسم «ماريون روبرت موريسون» في 26 مايو 1907 في وينترست، أيوا في جنوب شارع الثاني رقم 224. ذكرت صحيفة «وينترسيت ماديسوني» المحلية في الصفحة 4 من طبعة 30 مايو 1907 أنه كان وزن «واين» عند ولادته 13 رَطْل. وقد تم تغيير اسمه الأوسط مبكرا من «روبرت» إلى «ميتشل» عندما قرر والديه تسمية ابنهما التالي «روبرت».:8–9 كان والد «واين»، «كلايد ليونارد موريسون» (1884-1937)، ابن «ماريون ميتشل موريسون» (1845-1915) المخضرم في الحرب الأهلية الأمريكية. ووالدته، «مولي (سابقا» ماري«) ألبرتا براون» (1885-1970)، كانت من مقاطعة لانكستر، نبراسكا. يرجع أصل «واين» إلى اسكتلندا الأيرلندية والإنجليزية. وقد تربى في المشيخية.
انتقلت عائلة «واين» إلى بالمديل، كاليفورنيا، وفي عام 1916 انتقلت إلى غلينديل، كاليفورنيا، لأن والده كان صيدلي. درس في ثانوية غلينديل العليا وكان أداءه جيدا في كل من الرياضة والأكاديمية. كان «واين» عضوا في فريق كرة القدم للثانوية وكذلك فريق المناظرة. وكان أيضا رئيسا للجمعية اللاتينية ومساهم في العمود الرياضي للصحيفة المدرسية.
أطلق عليه رجل إطفاء في محطة كانت في طريقه إلى مدرسة غلينديل لقب «الدوق الصغير» لأنه لا يفارق كلبه الضخم «دوق» من نوع إيرديل تيريه.:37 وقد فضّل لقب «دوق» على «ماريون»، واستمر معه اللقب بعد ذلك. التحق «واين» في مدرسة ويلسون المتوسطة في غلينديل. كان يعمل في سن المراهقة في متجر للآيس كريم يملكه رجل يعمل في صنع حدوات خيول لاستوديوهات هوليوود. وكان عضوا نشطا في منظمة ديمولاي للشباب الماسوني. في عام 1924 لعب كرة القدم لصالح فريق ثانوية غلينديل.
تقدم «واين» للأكاديمية البحرية الأمريكية، لكنه لم يقبل فيها. وبدلاً من ذلك تقدم إلى جامعة كاليفورنيا الجنوبية (USC)، وكان تخصصه ما قبل القانون. وكان عضوا في نوادي فرسان طروادة وسيغما تشي.:30 كما أن «واين» قد لعب في فريق كرة القدم تحت قيادة المدرب «هوارد جونز». وقد سببت إصابته السابقة في كسر الترقوة إلى خسران مهنته الرياضية. وقد بيّن «واين» في فيما بعد أنه كان خائفا من رد فعل «جونز» أن يكتشف السبب الحقيقي لإصابته، وهو حادث ركوب الأمواج. فقد خسر المنحة الرياضية، وبدون أموال، مما اضطره إلى ترك الجامعة.
خلال الوقت الذي كان فيه «واين» يدرس، كان يعمل بالقرب من استوديوهات للأفلام المحلية وقد عرض عليه نجم أفلام الغرب الصامتة «توم ميكس» وظيفة صيفية مؤقتة له مقابل تذاكر لمباريات كرة القدم الأمريكية. وسرعان ما بدأ بأدوار صغيرة وأصبح بعد ذلك من الأصدقاء المقربين للمخرج السينمائي جون فورد. وفي بداية مسيرته، كان يؤدي دور صغير غير مصدق كحارس في فيلم «بارديليس الرائع» (1926). كما ظهر «واين» مع زملائه في الجامعة يلعبون كرة القدم في فيلم «براون هارفارد» (1926)، وفيلم «ركلة السقوط» (1927)، وفيلم «تحية» (1929)، وفيلم «صانع الرجال» (الذي تم تصويره في عام 1930، وصدر في عام 1931) في استوديوهات كولومبيا.

## المسيرة السينمائية

### بداية المسيرة والنجاح

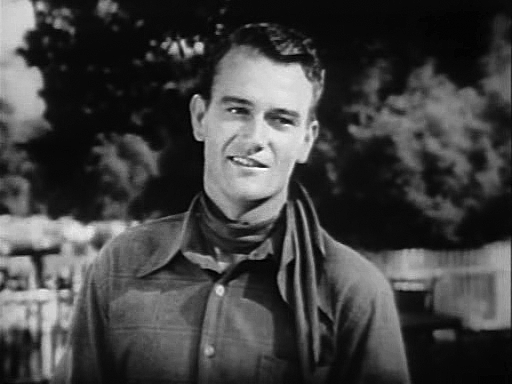
"جون واين" في دور المغني سانديز سانديز في فيلم "راكبو المصير" (1933)

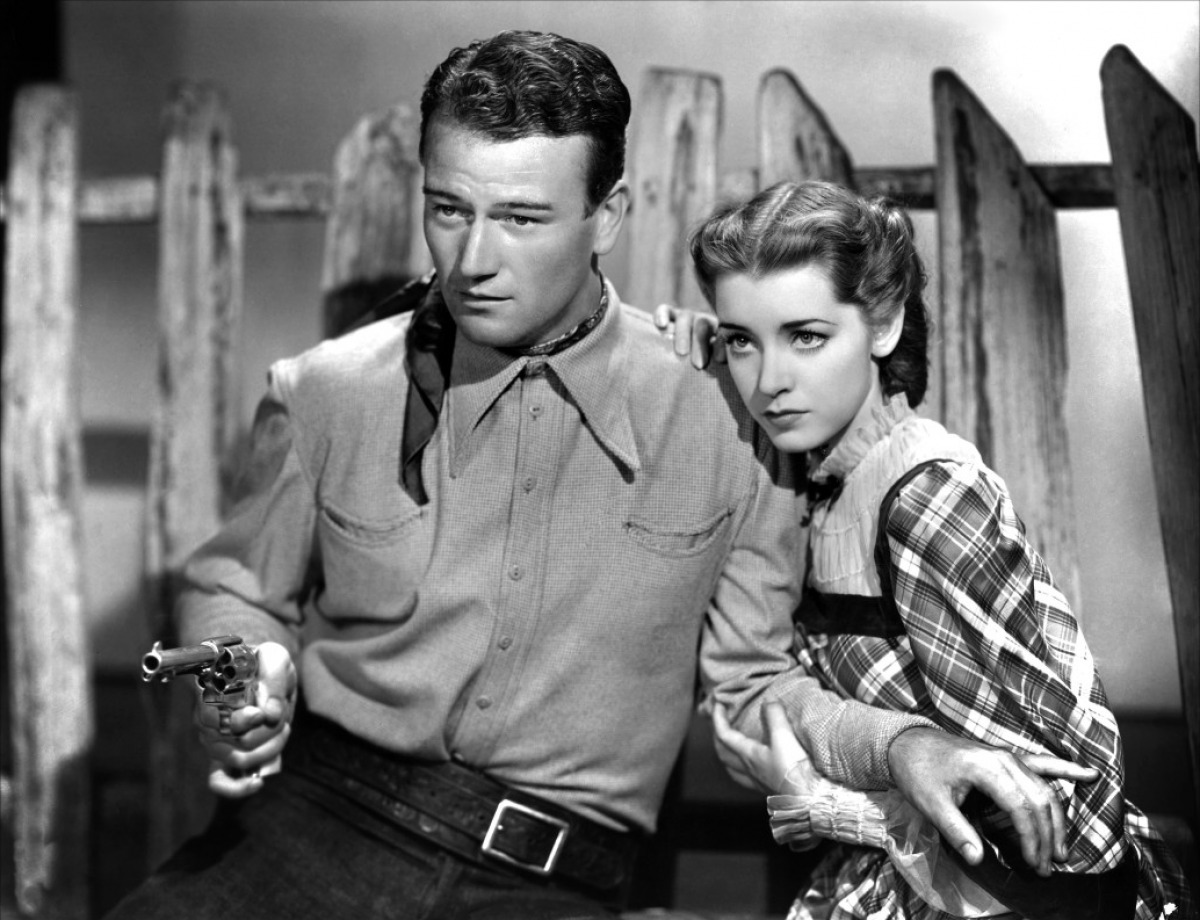
مع مارشا هانت في فيلم ولد للغرب (1937)

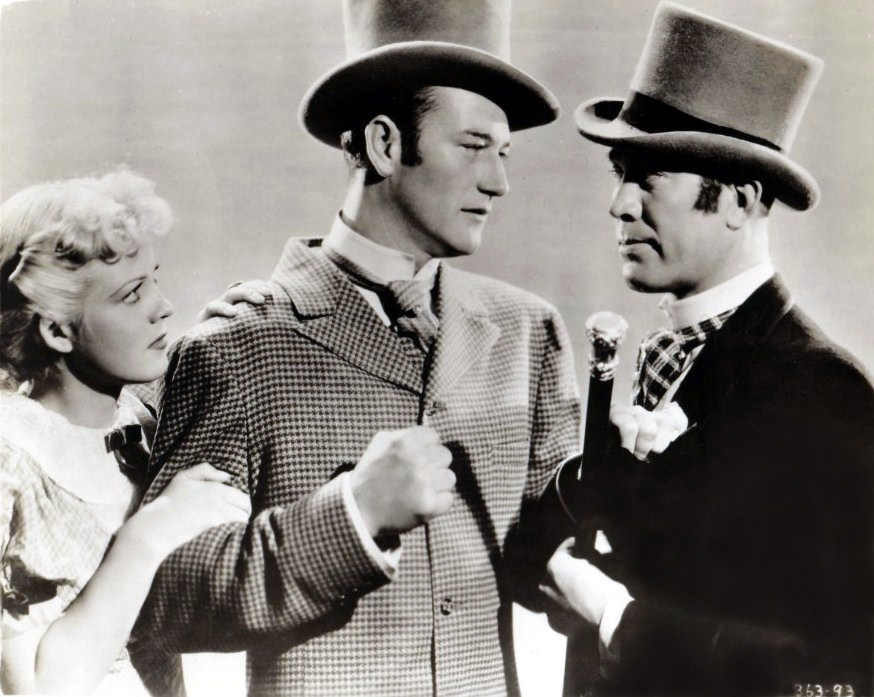
مع جان روجرز ووارد بوند في فيلم الصراع (1936)

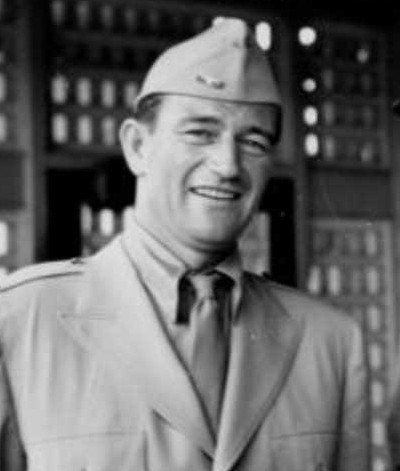
"جون واين" عام 1943 عندما كان في منظمات الخدمة المتحدة في زيارة إلى أستراليا خلال الحرب العالمية الثانية للترفيه عن القوات.

بينما كان يعمل لدى شركة فوكس للأفلام في أدوار صغيرة، أعطي دور معتمد باسم «الدوق موريسون» لمرة واحدة فقط في فيلم «الكلمات والموسيقى» (1929). رآه المخرج «راؤل والش» يحرك أثاث الاستوديو عندما كان يعمل فتى دعم وأعطاه أول دور بطولي في فيلم «المسلك الكبير» (1930). اقترح «والش» عليه أن يكون الاسم الفني «أنتوني واين»، نسبة إلى الجنرال «أنتوني واين» في حرب الاستقلال الأمريكية، ورفض رئيس استوديوهات فوكس «وينفيلد شيهان» ذلك لأنه «إيطالي بحت». ثم اقترح «والش» اسم «جون واين» المعروف حاليا، ووافق «شيهان» عليه وتم اعتماد الاسم، ولم يكن «واين» وقتها موجودا للمناقشة. تم رفع راتبه إلى 105 دولارات في الأسبوع.[بحاجة لمصدر]
كان «المسلك الكبير» أول فيلم بميزانية كبيرة في الهواء الطلق خلال عصر الصوت للسينما، بتكلفة مذهلة في ذلك الوقت، حيث تزيد عن مليوني دولار، باستخدام مئات من الملحقات والمشاهد المنتشرة في مناطق الجنوب الغربي الأمريكي التي لا تزال غير مأهولة في ذلك الوقت. وللاستفادة من المناظر الطبيعية المبهرة تم تصويره في نسختين، نسخة قياسية (35 ملم) وآخر في (70 ملم) الجديد، باستخدام كاميرا وعدسات مبتكرة. وقد انبهر الكثير من المشاهدين والجمهور. ومع ذلك، فقد تم تجهيز عدد قليل من المسارح لعرض الفيلم في وضعه العريض، حيث ضاع المجهود بشكل كبير. وعلى الرغم من أن حاز على تقدير كبير من النقاد الحديثين، ألا أن الفيلم اخفق بشكل كبير عند شباك التذاكر في ذلك الوقت.
بعد الفشل التجاري لفيلم «المسلك الكبير»، انتقل «واين» إلى أدوار صغيرة، كما في فيلم «المخادع» (1931) في استوديوهات كولومبيا بيكتشرز، الذي لعب فيه في دور جثة. وظهر في مسلسل «الفرسان الثلاثة» (1933)، النسخة المحدثة من رواية ألكسندر دوما التي كان فيها الأبطال جنودا في الفيلق الأجنبي الفرنسي في شمال أفريقيا المعاصرة آنذاك. وقد لعب أدوارا قيادية عديدة تحمل اسمه، أفلام غرب منخفضة الميزانية، معظمها في استوديوهات مونوغرام بيكشرز وكانت المسلسلات في استوديوهات ماسكوت بيكشرز. وحسب تقدير «واين» الخاصة، فإنه ظهر في 80 مسلسل من مسلسلات أوبرا الخيول بين عامي 1930 و 1939. أصبح في فيلم «راكبو المصير» (1933)، من أوائل مغنين رعاة البقر للفيلم، وإن كان عن طريق الدبلجة. كما ظهر «واين» في مسلسل «الفرسان الثلاثة الغربيين»، الذي كان عنوانه التلاعب بالألفاظ لكلاسيكية دوماس. ويتم توجيهه من قبل مؤدي المشاهد الخطيرة في ركوب الخيل والمهارات الغربية الأخرى. وقد طوّر كل من مؤدي المشاهد الخطيرة ياكيما كانوت و«واين» الأعمال المثيرة والتقنيات على الشاشة التي لا تزال تستخدم.
وجاء دور «واين» الباهر مع فيلم "عربة الجياد(1939) للمخرج "جون فورد". واجه "فورد" صعوبة في الحصول على تمويل لأفلام الدرجة الأولى بسبب أفلام «واين» للغرب الأمريكي المنخفضة التكاليف خلال الثلاثينيات. بعد رفض جميع الاستوديوهات الرئيسية وقعت "فورد" صفقة مع المنتج المستقل والتر وانجر ومع الممثلة كلير تريفور -الشهيرة في ذلك الوقت- حيث تلقت أعلى سعر. لاقى فيلم "عربة الجياد" نجاحا حاسما ومردود مالي كبير، وأصبح «واين» هو النجم السائد. تقول عضوة من فريق العمل "لويز بلات" نقلاً عن "فورد" أنه في ذلك الوقت «واين» سيصبح أكبر نجم على الإطلاق لأنه جعل من نفسه نموذج لكل الرجال.
أدى دخول أمريكا إلى الحرب العالمية الثانية إلى طلب شديد للدعم الحربي من جميع قطاعات المجتمع، ولم تستثنى منها هوليوود. وقد أعفي «واين» من الخدمة بسبب عمره (34 سنة وقت حادثة بيرل هاربور)، على الرغم من أن الممثل «هنري فوندا» قد ولد قبله بعامين فقد تطوع وخدم ثلاث سنوات، ولكن «واين» كان لديه سبب آخر وهي الحالة الأسرية حيث كانت مصنفة على أنها 3-A (تأجيل بسبب المشقة إلى المعالين). كتب عدة مرات إلى جون فورد يطلب فيها أن يجند، في أحد المناسبات تسائل عما إذا كان بإمكانه الانخراط وحدة فورد العسكرية، ولكنه استمر بتأجيله إلى «إنهاء فقط فيلم أو اثنين».:212 لم يحاول «واين» رفض إعادة تصنيفه ليصبح 1-A (متاح للخدمة العسكرية دون قيد)، ولكن كانت استوديوهات ريببليك تقاوم فقدانه. هدد رئيس استوديوهات ريببليك هربرت ييتس «واين» بأن يرفع عليه دعوى قضائية إذا تخلى عن عقده،:220 وتدخلت «استوديوهات ريببليك» في نظام الخدمة الانتقائية وطلبت تأجيل الخدمة العسكرية لـ«واين».:213
قام «واين» بجولة مع منظمات الخدمة المتحدة في القواعد والمستشفيات الأمريكية في جنوب المحيط الهادئ خلال ثلاثة أشهر بين عامي 1943 و 1944.:253 تشير بعض التقارير أن فشله في خدمة الجيش كان أكثر الأحداث إيلاما في حياته.:212 تقول أرملته أن وطنيته نشأت في السنوات التالية بسبب الذنب، حيث أنه كتب: «سيصبح (أعظم وطني) لبقية حياته في محاولة للتكفير ببقائه في المنزل».
تشير سجلات المحفوظات الوطنية الأمريكية إلى أن «واين» كان قد قدّم طلبا للعمل في مكتب الخدمات الاستراتيجية (OSS)، التي تعادل في يومنا هذا وكالة المخابرات المركزية (CIA)، وقد قبل في الجيش الأمريكي وتم تعيينه للعمل في مكتب الخدمات الاستراتيجية. كتب رئيس مكتب الخدمات الاستراتيجية «وليام دونوفان» إلى «واين» رسالة تخبره بقبوله في وحدة التصوير الميداني، لكن الرسالة ذهبت إلى منزل زوجته المطلقة «جوزفين»، ولم تخبره بذلك أبدا. وأصدر «دونوفان» كذلك شهادة خدمة «مكتب الخدمات الاستراتيجية» إلى «واين».

### النجاح التجاري

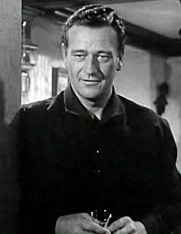
أعقاب الساحرة الحمراء (1948)

أول فيلم ملون لـ«واين» هو راعي التلال (1941)، شارك معه في البطولة صديقه القديم هاري كاري. وفي العام التالي، ظهر في فيلمه الوحيد بإخراج سيسيل ديميل، ملحمة حصد الرياح البرية (1942)، الذي تم تصويره بالألوان وشارك في التمثيل كل من راي ميلاند وبوليت غودارد؛ وقد كانت أحد الأدوار النادرة التي يلعب فيها بشخصية ذات قيم مشكوك فيها.
في عام 1949، عرض على «واين» دور بطولي في فيلم كل رجال الملك من قبل المخرج روبرت روسن. لكن «واين» رفض هذا العرض لأنه يعتقد أن السيناريو غير أمريكي من عدة نواح. وفي نهاية المطاف حصل برودريك كروفورد على الدور، وفاز بجائزة أوسكار لعام 1949 لأفضل ممثل، وقد رشح «واين» لفيلم رمال آيوو جيما.
خسر «واين» الدور الرئيسي في فيلم بندقية المقاتل (1950) لصالح «غريغوري بيك» وذلك بسبب رفضه للعمل في استوديوهات كولومبيا بيكتشرز لأن رئيسها هاري كوهن، قد أساء معاملته قبل سنوات عندما كان لاعب متعاقد في شبابه. كان كوهن قد اشترى المشروع لـ«واين»، لكن كانت ضغينة «واين» عميقة جدا، وباع «كوهن» السيناريو إلى استوديوهات تونتيث سينتشوري فوكس، التي أخذ فيها «بيك» الدور الذي كان مطلوب بشدة لـ«واين» الذي لم يتراجع عن رفضه.
احد أكثر الأدوار شعبية لـ«واين» كان في فيلم السامي والقوي (1954)، إخراج ويليام ويلمان، والمستندة على رواية إرنست كيلوغ غان. دوره كان مساعد طيار بطل حاز على إعجاب واسع النطاق. كما أنه أخذ دور أحد الطيار في كل من فيلم النمور الطائرة (1942)، ليثرنيكس الطائر (1951)، جزيرة في السماء (1953)، أجنحة النسور (1957)، وكابتن الطائرة النفاثة (1957).
ظهر «واين» في ما يقرب من 24 فيلما للمخرج «جون فورد» خلال أكثر من عشرين عاما، منها فيلم لبست الشريط الأصفر (1949)، والرجل الهادىء (1952)، وأجنحة النسور (1957)، وفيلم الرجل الذي أطلق النار على ليبرتي فالنس (1962) مع جيمس ستيوارت. أما فيلم الباحثون (1956) للمخرج فورد، فيعتبر أكثر أدوار «واين» أداءا وتعقيدا.[بحاجة لمصدر] وقد أطلق اسم «إيثان» على ابنه الأصغر بعد هذه الشخصية.

### اواخر المسيرة
فاز «جون واين» بجائزة الأوسكار لأفضل ممثل في فيلمه عزم حقيقي (1969). وجاء هذا بعد 20 عاما من ترشيحه الوحيد. كما تم ترشيح «واين» كمنتج لأفضل فيلم آلامو (1960)، أحد الفلمين التي أخرجهما. والآخر هو فيلم القبعات الخضراء (1968)، ويعد الفيلم الرئيسي الوحيد الذي قدم خلال حرب فيتنام لدعم الحرب. في الوقت الذي يتم فيه تصوير فيلم القبعات الخضراء، كان سكان المرتفعات الوسطى في فيتنام، يقاتلون بشراسة الشيوعيين، وقد منح «واين» على ذلك سوار نحاسي ارتداه في الفيلم وجميع أفلامه التالية.
أخذ «واين» دور المحقق في دراما الجريمة أم سي كيو (1974). وكان فيلمه الأخير مطلق النار (1976)، في الشخصية الرئيسية «جون برنارد»، الذي يعاني من السرطان - نفس المرض الذي فتك بـ«واين» بعد ثلاث سنوات.
شارك «واين» في تأسيسها شركة الإنتاج باتجاك، أطلق عليها هذا الاسم على شركة الشحن الخيالية باتجاك في فيلم أعقاب الساحرة الحمراء (1948)، المستند من رواية جارلاند روارك. (هناك خطأ إملائي من قبل سكرتير «واين» تم التغاضي عنه). كانت شركة باتجاك (وسابقتها «واين-فيلوس للإنتاج») هي الأداة التي كان «واين» ينتج من خلالها العديد من الأفلام له ولنجوم آخرين. وكان إنتاجها فيلم معروف بدون «واين» هو سبعة رجال من الآن (1956)، بدأ فيها التعاون الكلاسيكي بين المخرج بود بوتيتشر والنجم راندولف سكوت.
وفي استطلاع نجوم أفلام الغرب الذي نشرته هيرالد توب تين للافلام أدرج «واين» في 1936 و 1939. وظهر في استطلاع شباك التذاكر في 1939 و 1940. في حين أن هذين الاستطلاعين هما في الواقع مؤشر لشعبية سلسلة نجوم فقط، الا أن «واين» ظهر في قائمة العشرة الأوائل لاستطلاع صانعي المال لجميع الأفلام للفترة من 1949 إلى 1957 و 1958 إلى 1974، وأخذ المركز الأول في الأعوام 1950 و 1951 و 1954 و 1971. ومع مجموعه 25 عاما في القائمة، يكون أعلى من أي نجم آخر، متجاوزا الممثل كلينت إيستوود (21) الذي يحتل المركز الثاني.

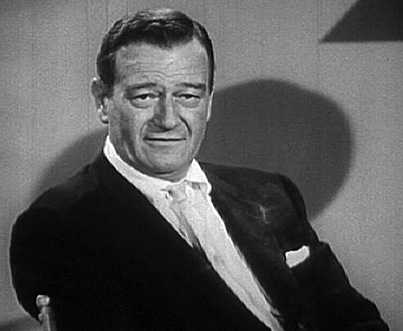
"واين" في فيلم "تحدي الأفكار (1961)"

وفي السنوات التالية صنف «واين» كأخذ الثروات الطبيعية الأمريكية، وينظر منتقديه إلى أدائه وسياساته بمزيد من الاحترام. أشاد آبي هوفمان الراديكالي للعقد 1960 بتفرد «واين»، قائلا: «أنا أحب كمال واين وأسلوبه. أما بالنسبة لسياساته، حسنا، أعتقد أن رجال الكهف كانوا يشعرون بإعجاب قليل إلى الديناصورات التي كانت تحاول أن تلتهمهم». فنسنت كانبي من صحيفة نيويورك تايمز، بعد مشاهدته لفيلم رعاة البقر (1972) الذي لم يكن مهتما فيه، كتب: «واين بالطبع راسخ بشكل مدهش، وأصبح تقريبا شخصية الأب الكامل».

## العمل الإذاعي
مثل معظم نجوم هوليوود بدا «واين» كضيف على برامج إذاعية مختلفة، مثل برنامج هيدا هوبر وبرنامج لويلا بارسونز. وقدّم عددا من الأدوار الدرامية وخاصة إذاعة الأنشطة الترفيهية لأفلامه على برامج مثل مسرح شاشة المخرجين ومسرح راديو لوكس. في عام 1942 تألق «واين» في سلسلة مغامرات بالمذياع خاصة به لمدة ستة أشهر، مثل ثلاث ملاءات للريح، التي أنتجها المخرج السينمائي تاي غارنيت. في هذه السلسلة، وهي عبارة عن عرض لجاسوس/مخبر دولي، لعب «واين» دور المخبر «دان أوبراين»، الذي استخدم إدمان الكحول قناعا لجهود تحقيقاته. وكان هدف «غارنيت» لهذا العرض أن يكون طيارا لنسخة فيلم، رغم أن الصورة المتحركة لم تؤت ثمارها. بالرغم من أنه ظهر في دور قيادي في حلقة مع بريان دونليفي. لعب «واين» الدور في معظم السلسلة المعروضة في هيئة الإذاعة الوطنية (NBC).

## الحياة الشخصية
تزوج «واين» ثلاث مرات وطلّق مرتين. كان يجيد اللغة الإسبانية وكانت واحدة من زوجاته الثلاث من أصل أمريكي إسباني واثنتين من أصل هسباني، وهن جوزفين أليشا ساينز، وإسبيرانزا بور، وبيلار باليت. ولديه أربعة أطفال من زوجته جوزفين: مايكل واين (23 نوفمبر 1934 - 2 أبريل 2003)، وماري أنطونيا واين لاكافا (25 فبراير 1936 - 6 ديسمبر 2000)، وباتريك واين (ولد في 15 يوليو 1939)، وميليندا واين مونوز (ولدت في 3 ديسمبر 1940). ولديه ثلاثة أطفال آخرين من زوجته بيلار: آيسا واين (ولدت في 31 مارس 1956)، وجون إيثان واين (ولد في 22 فبراير 1962)، وماريسا واين (ولدت في 22 فبراير 1966).
دخل بعض أبناء «واين» في فن السينما والتلفزيون. وظهر ابنه إيثان في عدد قليل من الأفلام باسم جون إيثان واين، وظهر في المسلسل التلفزيوني (آدم-12) وذلك في التسعينيات.
أعظم طلاق له كان من الممثلة المكسيكية السابقة إسبيرانزا باور. حيث أنها ادعت أن واين والنجمة غيل راسل كانا على علاقة، وهذا ما نفاه واين وراسل. وفي الليلة التي أنتج فيها فيلم «الملاك والرجل السيئ» كان هناك احتفال كما هو معتاد للطاقم والممثلين، ولم يعد «واين» إلى المنزل إلا في وقت متأخر جدا، كانت «إسبيرانزا» في حالة سكر في الوقت الذي وصل فيه إلى المنزل، وحاولت إطلاق النار عليه وهو يمشي عبر الباب الأمامي.
كان لواين الكثير من الأعمال البارزة، أحدها كان مع مارلينه ديتريش التي استمرت ثلاث سنوات وواحدة مع ميرل أوبيرون التي استمرت من 1938 إلى 1947.:195–197 بعد انفصال واين عن زوجته بيلار، في عام 1973، أصبحت علاقته عاطفية مع سكرتيرته السابقة بات ستايسي (1941-1995) حتى وفاته في عام 1979. وقد نشرت سيرة حياتها معه في عام 1983، بعنوان (ديوك: قصة حب).

## قائمة الأعمال السينمائية
| - The Shootist (عام 1976) - Rooster Cogburn (عام 1975) - Brannigan (عام 1975) - McQ (عام 1974) - Cahill U.S. Marshal (عام 1973) - The Train Robbers (عام 1973) - The Cowboys (عام 1972) - Big Jake (عام 1971) - Rio Lobo (عام 1970) - Chisum (عام 1970) - The Undefeated (عام 1969) - True Grit (عام 1969) - Hellfighters (عام 1968) - The Green Berets (عام 1968) - The War Wagon (عام 1967) - El Dorado (عام 1966) - Cast a Giant Shadow (عام 1966) - The Sons of Katie Elder (عام 1965) - In Harm's Way (عام 1965) - The Greatest Story Ever Told (عام 1965) - Circus World (عام 1964) - Donovan's Reef (عام 1963) - McLintock (عام 1963) - How the West Was Won (عام 1962) - The Longest Day (عام 1962) - Hatari (عام 1962) - The Man Who Shot Liberty Valance (عام 1962) - The Comancheros (عام 1961) - North to Alaska (عام 1960) - The Alamo (عام 1960) - The Horse Soldiers (عام 1959) - Rio Bravo (عام 1959) - The Barbarian and the Geisha (عام 1958) - I Married a Woman (عام 1958) - Legend of the Lost (عام 1957) - Jet Pilot (عام 1957) - The Wings of Eagles (عام 1957) - The Searchers (عام 1956) - The Conqueror (عام 1956) - Blood Alley (عام 1955) - The Sea Chase (عام 1955) - The High and the Mighty (عام 1954) - Hondo (عام 1953) - Island in the Sky (عام 1953) - Trouble Along the Way (عام 1953) - Big Jim McLain (عام 1952) - The Quiet Man (عام 1952) - Miracle in Motion (عام 1952) - Flying Leathernecks (عام 1951) - Operation Pacific (عام 1951) - Rio Grande (عام 1950) - Sands of Iwo Jima (عام 1949) - She Wore a Yellow Ribbon (عام 1949) - The Fighting Kentuckian (عام 1949) - Wake of the Red Witch (عام 1948) - 3 Godfathers (عام 1948) - Red River (عام 1948) - Fort Apache (عام 1948) - Tycoon (عام 1947) - Angel and the Badman (عام 1947) - Without Reservations (عام 1946) - Dakota (عام 1945) - They Were Expendable (عام 1945) - Back to Bataan (عام 1945) - Flame of Barbary Coast (عام 1945) - Tall in the Saddle (عام 1944) - The Fighting Seabees (عام 1944) - In Old Oklahoma (عام 1943) - A Lady Takes a Chance (عام 1943) - Reunion in France (عام 1942) - Pittsburgh (عام 1942) - Flying Tigers (عام 1942) - In Old California (عام 1942) - The Spoilers (عام 1942) - Reap the Wild Wind (عام 1942) - Lady for a Night (عام 1942) - The Shepherd of the Hills (عام 1941) - Lady from Louisiana (عام 1941) - A Man Betrayed (عام 1941) - Seven Sinners (عام 1940) - The Long Voyage Home (عام 1940) - Three Faces West (عام 1940) - Dark Command (عام 1940) - Allegheny Uprising (عام 1939) | - New Frontier (عام 1939) - Wyoming Outlaw (عام 1939) - Three Texas Steers (عام 1939) - The Night Riders (عام 1939) - Stagecoach (عام 1939) - Red River Range (عام 1938) - Santa Fe Stampede (عام 1938) - Overland Stage Raiders (عام 1938) - Pals of the Saddle (عام 1938) - Born to the West (عام 1937) - Adventure's End (عام 1937) - Idol of the Crowds (عام 1937) - I Cover the War (عام 1937) - California Straight Ahead (عام 1937) - Conflict (عام 1936) - Sea Spoilers (عام 1936) - Winds of the Wasteland (عام 1936) - The Lonely Trail (عام 1936) - King of the Pecos (عام 1936) - The Lawless Nineties (عام 1936) - The Oregon Trail (عام 1936) - Lawless Range (عام 1935) - The New Frontier (عام 1935) - Westward Ho (عام 1935) - Paradise Canyon (عام 1935) - The Dawn Rider (عام 1935) - The Desert Trail (عام 1935) - Rainbow Valley (عام 1935) - Texas Terror (عام 1935) - Neath the Arizona Skies - The Lawless Frontier (عام 1934) - The Trail Beyond (عام 1934) - The Star Packer (عام 1934) - Randy Rides Alone (عام 1934) - The Man from Utah (عام 1934) - Blue Steel (عام 1934) - West of the Divide (عام 1934) - The Lucky Texan (عام 1934) - Sagebrush Trail (عام 1933) - College Coach (عام 1933) - Riders of Destiny (عام 1933) - The Man from Monterey (عام 1933) - Baby Face (عام 1933) - The Life of Jimmy Dolan (عام 1933) - His Private Secretary (عام 1933) - Somewhere in Sonora (عام 1933) - Central Airport (عام 1933) - The Three Musketeers (عام 1933) - The Telegraph Trail (عام 1933) - Haunted Gold (عام 1932) - The Big Stampede (عام 1932) - That's My Boy (عام 1932) - Ride Him, Cowboy (عام 1932) - The Hurricane Express (عام 1932) - Lady and Gent (عام 1932) - Two-Fisted Law (عام 1932) - Texas Cyclone (عام 1932) - The Shadow of the Eagle (عام 1932) - Running Hollywood (عام 1932) - The Voice of Hollywood No. 13 (عام 1932) - Maker of Men (عام 1931) - Range Feud (عام 1931) - The Deceiver (عام 1931) - Arizona (عام 1931) - Three Girls Lost (عام 1931) - Girls Demand Excitement (عام 1931) - The Big Trail (عام 1930) - Cheer Up and Smile (عام 1930) - Rough Romance (عام 1930) - Born Reckless (عام 1930) - Men Without Women (عام 1930) - The Forward Pass (عام 1929) - Salute (عام 1929) - Words and Music (عام 1929) - The Black Watch (عام 1929) - Speakeasy (عام 1929) - Hangman's House (عام 1928) - Four Sons (عام 1928) - Mother Machree (عام 1928) - The Drop Kick (عام 1927) - Annie Laurie (عام 1927) - The Great K & A Train Robbery (عام 1926) - Bardelys the Magnificent (عام 1926) - Brown of Harvard (عام 1926) |

## وصلات خارجية
- جون واين على موقع IMDb (الإنجليزية)
- جون واين على موقع الموسوعة البريطانية (الإنجليزية)
- جون واين على موقع روتن توميتوز (الإنجليزية)
- جون واين على موقع مونزينجر (الألمانية)
- جون واين على موقع ألو سيني (الفرنسية)
- جون واين على موقع ميوزك برينز (الإنجليزية)
- جون واين على موقع تيرنر كلاسيك موفيز (الإنجليزية)
- جون واين على موقع أول موفي (الإنجليزية)
- جون واين على موقع بوكس أوفيس موجو (الإنجليزية)
- جون واين على موقع قاعدة بيانات الأفلام السويدية (السويدية)
- صفحة جون وين في موقع IMDb

| سبقه كليف روبيرتسون | جائزة أفضل ممثل رئيسي في مهرجان الأوسكار 1969 | تبعه جورج سكوت |